# 伯伦博恩
伯伦博恩是德国莱茵兰-普法尔茨州的一个市镇。总面积4.11平方公里，总人口239人，其中男性111人，女性128人（2011年12月31日），人口密度58人/平方公里。